# Nick Thometz
Keith James (Nick) Thometz (Minneapolis, 16 september 1963) is een voormalig Amerikaans langebaanschaatser. Thometz was gespecialiseerd op de sprint afstanden 500 en 1000 meter.
In juni 2006 werd Nick Thometz op het ISU-congres in Boedapest benoemd tot lid van de Technische Commissie van de ISU. Daarmee werd hij de opvolger van Ard Schenk die tot het congres in Boedapest lid was van de commissie. De Nederlander had aangegeven zich niet beschikbaar te stellen voor een volgende termijn.

## Records

### Persoonlijke records
| Afstand    | Tijd    | Datum           | Baan   |
| ---------- | ------- | --------------- | ------ |
| 500 meter  | 36,23   | 26 maart 1987   | Medeo  |
| 1000 meter | 1.12,05 | 26 maart 1987   | Medeo  |
| 1500 meter | 1.53,66 | 27 maart 1987   | Medeo  |
| 3000 meter | 4.17,10 | 8 december 1984 | Inzell |

### Wereldrecords
| Nr. | Afstand   | Tijd  | Datum         | Baan       |
| --- | --------- | ----- | ------------- | ---------- |
| 1.  | 500 meter | 36,55 | 19 maart 1987 | Heerenveen |

#### Wereldrecords laaglandbaan (officieus)
| Nr. | Afstand    | Tijd    | Datum         | Baan       |
| --- | ---------- | ------- | ------------- | ---------- |
| 1.  | 500 meter  | 36,55   | 19 maart 1987 | Heerenveen |
| 2.  | 1000 meter | 1.13,53 | 20 maart 1987 | Heerenveen |

## Resultaten
| Jaar | Olympische Spelen          | WK Allround | WK Sprint | WK Junioren |
| ---- | -------------------------- | ----------- | --------- | ----------- |
| 1981 |                            | NC26        | -         | 8e          |
| 1982 |                            | NC22        | 6e        | 4e          |
| 1983 |                            | -           | 4e        |             |
| 1984 | 5e 500m 4e 1000m 14e 1500m | -           | 4e        |             |
| 1985 |                            | -           | 4e        |             |
| 1986 |                            | -           | 4e        |             |
| 1987 |                            | -           | Zilver    |             |
| 1988 | 8e 500m 18e 1000m          | -           | 9e        |             |
| 1989 |                            | -           | 5e        |             |
| 1990 |                            | -           | 17e       |             |
| 1991 |                            | -           | 16e       |             |
| 1992 | 13e 500m 15e 1000m         | -           | 10e       |             |

- = geen deelname
NC# = niet gekwalificeerd voor de laatste afstand, maar wel als # geklasserd in de eindrangsschikking

### Medaillespiegel
| Kampioenschap     | Goud | Zilver | Brons |
| ----------------- | ---- | ------ | ----- |
| Olympische Spelen | 0    | 0      | 0     |
| WK Allround       | 0    | 0      | 0     |
| WK Sprint         | 0    | 1      | 0     |
| WK Junioren       | 0    | 0      | 0     |